# Аоки, Синъя
Си́нъя Ао́ки (яп. 青木 真也; 9 мая 1983, Сидзуока) — японский боец смешанного стиля, представитель лёгкой и полусредней весовых категорий. Выступает на профессиональном уровне начиная с 2003 года, известен по участию в турнирах таких бойцовских организаций как Pride, Dream, Strikeforce, Bellator, ONE Championship, Rizin FF, владел титулом чемпиона Dream в лёгком весе.

## Биография
Синъя Аоки родился 9 мая 1983 года в городе Сидзуока. Уже с самого раннего детства начал серьёзно заниматься дзюдо, успешно выступал на международном и национальном уровне. Позже увлёкся бразильским джиу-джитсу и в этой дисциплине тоже добился чёрного пояса. Окончил Университет Васэда.

### Начало профессиональной карьеры
Дебютировал в смешанных единоборствах на профессиональном уровне в ноябре 2003 года, за один вечер выиграв сразу у двоих соперников. Первое время дрался в организациях Deep и Shooto, в которых одержал несколько громких побед с помощью болевых приёмов, в частности сломал руку американцу Киту Вишневски. Большинство поединков выигрывал, проиграв только Дзютаро Накао и Хаято Сакураи, хотя последний проигрыш, закончившийся судейским решением, был отмечен как весьма спорный. В итоге завоевал титул чемпиона Shooto в полусреднем весе, выиграв единогласным решением у Акиры Кикути.

### Pride Fighting Championships
Имея в послужном списке семь побед и только два поражения, в 2006 году Аоки привлёк к себе внимание крупнейшей японской организации Pride Fighting Championships и дебютировал здесь с победы «треугольником» над Джейсоном Блэком. Далее должен был встретиться с восходящей звездой лёгкого дивизиона Гилбертом Мелендесом, однако тот получил травму, и на замену вышел Клэй Френч, которого Аоки так же заставил сдаться с помощью треугольника. Бой с Мелендесом планировался на следующем турнире, но по неизвестным причинам так и не состоялся. Вместо этого японский боец вышел на ринг против норвежца Йоакима Хансена, которого принудил к сдаче довольно редким удушающим приёмом гогоплата — за всю историю ММА это была всего лишь вторая победа с помощью гогоплаты (после победы Рюсукэ Уэмуры над Исао Тэрадой годом ранее).
Одновременно с выступлениями в Pride Аоки периодически продолжал появляться на турнирах Shooto, в частности в 2007 году вновь встретился с Кикути и защитил свой чемпионский пояс. В четвёртом и последнем своём бою в Pride победил малоизвестного представителя Нидерландов Бриана Ло-А-Нджоэ. Закончил год выступлением на крупном турнире Yarennoka!, где победил серебряного олимпийского призёра по дзюдо Чон Бугёна, который вышел на замену вместо травмировавшегося Жесиаса Кавалканти, и для которого этот поединок оказался дебютным в ММА.

### Dream
Вскоре после того как Pride прекратил своё существование, в 2008 году Синъя Аоки присоединился к новосозданной организации Dream, где активно выступал в течение трёх последующих лет, став одним из самых успешных её бойцов. На первом же турнире в рамках стартового этапа гран-при лёгкой весовой категории дрался с Жесиасом Кавалканти, но этот бой в итоге был признан несостоявшимся — в первом раунде бразилец нанёс несколько запрещённых ударов локтем сзади по шее Аоки, тот получил сотрясение шейных позвонков, и врач запретил ему продолжать поединок. В состоявшемся чуть позже повторном матче между ними японский боец выиграл единогласным решением судей и тем самым пробился в четвертьфинальную стадию гран-при. После побед в четвертьфинале и финале в решающем бою боролся с Йоакимом Хансеном за введённый титул чемпиона, но на сей раз уступил ему техническим нокаутом — таким образом прервалась его впечатляющая беспроигрышная серия из тринадцати боёв.
Аоки отметился победой над Эдди Альваресом на новогоднем турнире Dynamite!! 2008. Он планировал принять участие в гран-при Dream полусреднего веса, но уже на стартовом этапе потерпел поражение от Хаято Сакураи. Участвовал в пятиминутном показательном выступлении на турнире M-1 Challenge в Токио со знаменитым российским тяжеловесом Фёдором Емельяненко — Емельяненко сделал замок ахилла и заставил Аоки сдаться.
После победы над бразильцем Витором Рибейру Синъя Аоки вновь удостоился права оспорить титул чемпиона Dream в лёгком весе и в третий раз встретился на ринге с Йоакимом Хансеном — он забрал чемпионский пояс себе, выиграв у норвежца во втором раунде с помощью удушающего приёма сзади.
На новогоднем турнире Dynamite!! 2009 в брутальном стиле победил Мидзуто Хироту, сломав ему руку уже в начале первого раунда.
В 2010 году был приглашён выступить в крупной американской организации Strikeforce — здесь наконец состоялся его долгожданный бой с Гилбертом Милендесом, причём на кону стоял принадлежавший Милендесу титул чемпиона, однако по итогам пяти раундов Аоки проиграл единогласным судейским решением. Потерпев в США поражение, продолжил выступать на родине, в частности защитил свой титул чемпиона Dream в поединках с Тацуей Кавадзири и Сатору Китаокой. В апреле 2012 года на турнире Bellator вновь встретился с Эдди Альваресом и на сей раз уступил ему техническим нокаутом.

### ONE Championship
В июне 2012 года Аоки подписал эксклюзивный контракт с крупной азиатской организацией ONE Championship, впоследствии завоевал титул чемпиона в лёгкой весовой категории и сумел дважды его защитить.
Также отметился выступлением на дебютном турнире новосозданного промоушена Rizin fighting federation, где взял верх над ветераном японского ММА Кадзуси Сакурабой.

## Статистика в профессиональном ММА
| Боёв 54          | Побед 44 | Поражений 9 |
| ---------------- | -------- | ----------- |
| Нокаутом         | 3        | 7           |
| Сдачей           | 29       | 0           |
| Решением         | 10       | 2           |
| Дисквалификацией | 2        | 0           |
| Не состоявшихся  | 1        | 1           |

| Результат    | Рекорд   | Соперник           | Способ                                        | Турнир                                      | Дата             | Раунд | Время | Место             | Примечание                                            |
| ------------ | -------- | ------------------ | --------------------------------------------- | ------------------------------------------- | ---------------- | ----- | ----- | ----------------- | ----------------------------------------------------- |
| Победа       | 44-9 (1) | Онорио Банарио     | Сдача (удушение д’Арси)                       | ONE Championship: Century Part 2            | 13 октября 2019  | 1     | 0:54  | Токио, Япония     |                                                       |
| Поражение    | 43-9 (1) | Кристиан Ли        | TKO (удары руками)                            | ONE Championship 96: Enter the Dragon       | 17 мая 2019      | 2     | 0:51  | Сингапур          | Лишился титула чемпиона ONE в лёгком весе.            |
| Победа       | 43-8 (1) | Эдуард Фолаянг     | Техническая сдача (треугольник руками)        | ONE Championship: A New Era                 | 31 марта 2019    | 1     | 2:34  | Токио, Япония     | Выиграл титул чемпиона ONE в лёгком весе.             |
| Победа       | 42-8 (1) | Эв Тинг            | Техническая сдача (треугольник руками)        | ONE Championship: Kingdom of Heroes         | 6 октября 2018   | 1     | 0:57  | Бангкок, Таиланд  |                                                       |
| Победа       | 41-8 (1) | Шаннон Виратчай    | TKO (удары)                                   | ONE Championship: Reign Of Kings            | 27 июля 2018     | 1     | 2:16  | Манила, Филиппины |                                                       |
| Победа       | 40-8 (1) | Расул Яхъяев       | Сдача (треугольник и рычаг локтя)             | ONE Championship 73: Unstoppable Dreams     | 18 мая 2018      | 1     | 3:15  | Сингапур          |                                                       |
| Поражение    | 39-8 (1) | Бен Аскрен         | TKO (удары руками)                            | ONE Championship: Immortal Pursuit          | 24 ноября 2017   | 1     | 0:57  | Сингапур          |                                                       |
| Поражение    | 39-7 (1) | Эдуард Фолаянг     | TKO (удары)                                   | ONE Championship: Defending Honor           | 11 ноября 2016   | 3     | 0:41  | Сингапур          | Лишился титула чемпиона ONE в лёгком весе.            |
| Победа       | 39-6 (1) | Кадзуси Сакураба   | TKO (остановлен секундантом)                  | Rizin fighting federation 1                 | 29 декабря 2015  | 1     | 5:56  | Сайтама, Япония   | Бой в полусреднем весе.                               |
| Победа       | 38-6 (1) | Кодзи Андо         | Единогласное решение                          | ONE Championship: Warrior's Quest           | 22 мая 2015      | 5     | 5:00  | Сингапур          | Защитил титул чемпиона ONE в лёгком весе.             |
| Победа       | 37-6 (1) | Юки Ямамото        | Сдача (твистер)                               | Inoki Bom-Ba-Ye 2014                        | 31 декабря 2014  | 1     | 1:21  | Токио, Япония     |                                                       |
| Победа       | 36-6 (1) | Камал Шалорус      | Сдача (удушение сзади)                        | ONE FC: Reign of Champions                  | 29 августа 2014  | 1     | 2:15  | Дубай, ОАЭ        | Защитил титул чемпиона ONE в лёгком весе.             |
| Победа       | 35-6 (1) | Тосикацу Харада    | Техническая сдача (рычаг локтя треугольником) | Inoki Bom-Ba-Ye 2013                        | 31 декабря 2013  | 1     | 0:49  | Токио, Япония     | Бой в лёгком весе.                                    |
| Победа       | 34-6 (1) | Коди Стивенс       | Единогласное решение                          | ONE FC: Total Domination                    | 18 октября 2013  | 3     | 5:00  | Сингапур          | Бой в полулёгком весе.                                |
| Победа       | 33-6 (1) | Котэцу Боку        | Сдача (удушение сзади)                        | ONE FC: Kings and Champions                 | 5 апреля 2013    | 2     | 2:01  | Kallang, Сингапур | Выиграл титул чемпиона ONE в лёгком весе.             |
| Победа       | 32-6 (1) | Антонио Макки      | Сдача (удар рукой)                            | Dream 18                                    | 31 декабря 2012  | 2     | 0:24  | Токио, Япония     |                                                       |
| Победа       | 31-6 (1) | Арнод Лепонт       | Техническая сдача (треугольник)               | ONE FC: Rise of Kings                       | 6 октября 2012   | 1     | 1:25  | Сингапур          |                                                       |
| Поражение    | 30-6 (1) | Эдди Альварес      | TKO (удары руками)                            | Bellator 66                                 | 20 апреля 2012   | 1     | 2:14  | Кливленд, США     |                                                       |
| Победа       | 30-5 (1) | Сатору Китаока     | Единогласное решение                          | Fight For Japan: Genki Desu Ka Omisoka 2011 | 31 декабря 2011  | 5     | 5:00  | Сайтама, Япония   | Защитил титул чемпиона Dream в лёгком весе.           |
| Победа       | 29-5 (1) | Роб Маккаллох      | Сдача (болевой на шею)                        | Dream 17                                    | 24 сентября 2011 | 1     | 4:57  | Сайтама, Япония   | Нетитульный бой.                                      |
| Победа       | 28-5 (1) | Рич Клементи       | Сдача (болевой на шею)                        | Dream: Fight for Japan!                     | 29 мая 2011      | 2     | 2:32  | Сайтама, Япония   | Нетитульный бой.                                      |
| Победа       | 27-5 (1) | Лайл Бирбом        | Сдача (болевой на шею)                        | Strikeforce: Diaz vs. Daley                 | 9 апреля 2011    | 1     | 1:33  | Сан-Диего, США    |                                                       |
| Победа       | 26-5 (1) | Ёктай Ситоар       | Сдача (американа)                             | Deep: 50 Impact                             | 24 октября 2010  | 1     | 1:00  | Токио, Япония     |                                                       |
| Победа       | 25-5 (1) | Маркус Аурелиу     | Единогласное решение                          | Dream 16                                    | 25 сентября 2010 | 2     | 5:00  | Нагоя, Япония     | Нетитульный бой.                                      |
| Победа       | 24-5 (1) | Тацуя Кавадзири    | Сдача (замок ахилла)                          | Dream 15                                    | 10 июля 2010     | 1     | 1:53  | Сайтама, Япония   | Защитил титул чемпиона Dream в лёгком весе.           |
| Поражение    | 23-5 (1) | Гилберт Мелендес   | Единогласное решение                          | Strikeforce: Nashville                      | 17 апреля 2010   | 5     | 5:00  | Нашвилл, США      | Бой за титул чемпиона Strikeforce в лёгком весе.      |
| Победа       | 23-4 (1) | Мидзуто Хирота     | Техническая сдача (хаммерлок)                 | Dynamite!! 2009                             | 31 декабря 2009  | 1     | 1:17  | Сайтама, Япония   | Нетитульный бой.                                      |
| Победа       | 22-4 (1) | Йоаким Хансен      | Сдача (рычаг локтя)                           | Dream 11                                    | 6 октября 2009   | 2     | 4:56  | Иокогама, Япония  | Выиграл титул чемпиона Dream в лёгком весе.           |
| Победа       | 21-4 (1) | Витор Рибейру      | Единогласное решение                          | Dream 10                                    | 20 июля 2009     | 2     | 5:00  | Сайтама, Япония   | Бой в лёгком весе.                                    |
| Поражение    | 20-4 (1) | Хаято Сакураи      | KO (удары)                                    | Dream 8                                     | 5 апреля 2009    | 1     | 0:27  | Нагоя, Япония     | Стартовый этап гран-при Dream в полусреднем весе.     |
| Победа       | 20-3 (1) | Дэвид Гарднер      | Сдача (удушение сзади)                        | Dream 7                                     | 8 марта 2009     | 1     | 5:58  | Сайтама, Япония   | Бой в полусреднем весе.                               |
| Победа       | 19-3 (1) | Эдди Альварес      | Сдача (скручивание пятки)                     | Dynamite!! 2008                             | 31 декабря 2008  | 1     | 1:32  | Сайтама, Япония   | Выиграл введённый титул чемпиона WAMMA в лёгком весе. |
| Победа       | 18-3 (1) | Тодд Мур           | Сдача (болевой на шею)                        | Dream 6                                     | 23 сентября 2008 | 1     | 1:10  | Сайтама, Япония   |                                                       |
| Поражение    | 17-3 (1) | Йоаким Хансен      | TKO (удары руками)                            | Dream 5                                     | 21 июля 2008     | 1     | 4:19  | Осака, Япония     | Финал, бой за титул чемпиона Dream в лёгком весе.     |
| Победа       | 17-2 (1) | Каол Уно           | Единогласное решение                          | Dream 5                                     | 21 июля 2008     | 2     | 5:00  | Осака, Япония     | Полуфинал гран-при Dream в лёгком весе.               |
| Победа       | 16-2 (1) | Кацухико Нагата    | Сдача (гогоплата)                             | Dream 4                                     | 15 июня 2008     | 1     | 5:12  | Иокогама, Япония  | Четвертьфинал гран-при Dream в лёгком весе.           |
| Победа       | 15-2 (1) | Жесиас Кавалканти  | Единогласное решение                          | Dream 2                                     | 29 апреля 2008   | 2     | 5:00  | Сайтама, Япония   | Стартовый этап гран-при Dream в лёгком весе.          |
| Не состоялся | 14-2 (1) | Жесиас Кавалканти  | NC (запрещённые удары локтями)                | Dream 1                                     | 15 марта 2008    | 1     | 3:46  | Сайтама, Япония   | Стартовый этап гран-при Dream в лёгком весе.          |
| Победа       | 14-2     | Чон Бугён          | Единогласное решение                          | Yarennoka!                                  | 31 декабря 2007  | 2     | 5:00  | Сайтама, Япония   |                                                       |
| Победа       | 13-2     | Бриан Ла-А-Нджоэ   | Сдача (рычаг локтя)                           | Pride 34                                    | 8 апреля 2007    | 1     | 1:33  | Сайтама, Япония   |                                                       |
| Победа       | 12-2     | Акира Кикути       | Раздельное решение                            | Shooto: Back To Our Roots 1                 | 17 февраля 2007  | 3     | 5:00  | Иокогама, Япония  | Защитил титул чемпиона Shooto в полусреднем весе.     |
| Победа       | 11-2     | Йоаким Хансен      | Сдача (гогоплата)                             | Pride Shockwave 2006                        | 31 декабря 2006  | 1     | 2:24  | Сайтама, Япония   |                                                       |
| Победа       | 10-2     | Клэй Френч         | Сдача (треугольник)                           | Pride Bushido 13                            | 5 ноября 2006    | 1     | 3:57  | Иокогама, Япония  |                                                       |
| Победа       | 9-2      | Джордж Сотиропулос | DQ (удар в пах)                               | Shooto: Champion Carnival                   | 14 октября 2006  | 2     | 0:05  | Иокогама, Япония  |                                                       |
| Победа       | 8-2      | Джейсон Блэк       | Сдача (треугольник)                           | Pride Bushido 12                            | 26 августа 2006  | 1     | 1:58  | Нагоя, Япония     | Бой в лёгком весе.                                    |
| Победа       | 7-2      | Акира Кикути       | Единогласное решение                          | Shooto: The Victory of the Truth            | 17 февраля 2006  | 3     | 5:00  | Токио, Япония     | Выиграл титул чемпиона Shooto в полусреднем весе.     |
| Победа       | 6-2      | Куниёси Хиронака   | TKO (остановлен врачом)                       | Shooto 2005: 11/6 in Korakuen Hall          | 6 ноября 2005    | 1     | 2:10  | Токио, Япония     |                                                       |
| Поражение    | 5-2      | Хаято Сакураи      | Единогласное решение                          | Shooto: Alive Road                          | 20 августа 2005  | 3     | 5:00  | Иокогама, Япония  |                                                       |
| Победа       | 5-1      | Сигэтоси Ивасэ     | DQ (удар в пах)                               | Shooto 2005: 7/30 in Korakuen Hall          | 30 июля 2005     | 1     | 0:35  | Токио, Япония     |                                                       |
| Победа       | 4-1      | Кит Вишневски      | Техническая сдача (замок руки)                | Shooto: 1/29 in Korakuen Hall               | 29 января 2005   | 1     | 2:22  | Токио, Япония     |                                                       |
| Поражение    | 3-1      | Дзютаро Накао      | KO (удар рукой)                               | Deep: 16th Impact                           | 30 августа 2004  | 1     | 4:29  | Токио, Япония     |                                                       |
| Победа       | 3-0      | Сэити Икэмото      | Сдача (рычаг локтя)                           | Deep: 15th Impact                           | 3 июля 2004      | 2     | 0:52  | Токио, Япония     |                                                       |
| Победа       | 2-0      | Ясутоси Рю         | Сдача (рычаг локтя)                           | Deep: clubDeep West Chofu                   | 24 ноября 2003   | 1     | 0:51  | Токио, Япония     | Финал турнира clubDeep West Chofu.                    |
| Победа       | 1-0      | Даи Окимура        | Сдача (рычаг локтя)                           | Deep: clubDeep West Chofu                   | 24 ноября 2003   | 1     | 3:14  | Токио, Япония     | Полуфинал турнира clubDeep West Chofu .               |